# Norbert Wojnarowski
Norbert Ryszard Wojnarowski (ur. 12 listopada 1976 w Dobrym Mieście) – polski polityk i samorządowiec, poseł na Sejm VI i VII kadencji.

## Życiorys
Z wykształcenia ekonomista, ukończył studia na Akademii Ekonomicznej w Poznaniu (w 1998 licencjat, w 2000 magisterium). Był prezesem zarządu Aqua Hotel S.A. w Polkowicach. W latach 1997–2001 działał w Unii Wolności, a w 2001 przystąpił do Platformy Obywatelskiej, z ramienia której w 2001 i 2005 bez powodzenia kandydował do Sejmu, a w 2006 został wybrany na radnego sejmiku dolnośląskiego (do tego momentu był również działaczem Stowarzyszenia „Młodzi Demokraci”).
W wyborach parlamentarnych w 2007 uzyskał mandat poselski z listy PO. Kandydując w okręgu legnicko-jeleniogórskim, otrzymał 15 439 głosów. W wyborach w 2011 z powodzeniem ubiegał się o reelekcję, dostał 5981 głosów. 30 października 2013 został zawieszony na 3 miesiące w prawach członka partii. W 2015 nie kandydował w kolejnych wyborach parlamentarnych.